# フォード・ファイブハンドレッド
ファイブハンドレッド(Five Hundred)はフォードが製造・販売していた自動車である。

## 概要
ボルボが開発を手がけたD3プラットフォームを採用しており、エンジンは3.0L V型6気筒DOHCのみ、トランスミッションはFFモデルは6速AT、AWDモデルはCVTのみとなっている。これは同じプラットフォームを採用しているフォード・フリースタイルと同じである。
かつては全米ベストセラーの経験もあるトーラスの後継車種として投入され、発売当初こそ好調な売れ行きを示したが、その後は急激に販売不振に陥った。理由として、エンジンが1種類しか存在しないこと、過剰装備が嫌われた、デザインに魅力を感じない等が論じられていた。
2007年1月の北米国際オートショーにて、フェイスリフトを行った2008年モデルを発表。それから1か月後の2007年2月に開催されたシカゴオートショーにて、フォードの戦略転換に伴いD3プラットフォームの3車種はファイブハンドレッドが「トーラス」に、モンテゴが「セーブル」の名称に戻され、フリースタイルは「トーラスX」に名称変更されることが発表された。